# Лильеборг, Вильгельм
Вильгельм Лильеборг (швед. Wilhelm Liljeborg; 6 октября 1816 — 24 июля 1908) — шведский зоолог, профессор зоологии в Уппсале, директор зоологического музея и зоотомической лаборатории. 
Поступил на обучение в Лундский университет в 1834 году, где получил степень бакалавра в 1840, в следующем году защитил докторскую степень. 
Прежде всего занимался изучением фауны родной страны, опубликовал несколько всеобъемлющих работ. Специализировался на ракообразных и морских млекопитающих.
Большинство работ его посвящены ракообразным, наиболее известные из них: 
- «Crustacea ex ordinibus tribus: Cladocera, Ostracoda et Copepoda in Scania occurrentibus» (Лунд, 1853),
- «Synopsis Crustaceorum Suecicorum ordinis Branchiopodorum» («Nova Acta Societatis Upsalensis», 1877).

Написал также: 
- «Sveriges och Norges Ryggraddjur. I. Däggdjuren» (Упсала, 1874)
- «Sveriges och Norges Fauna. Fiskar» (1891).

## См.также
- Бычок Лилльеборга